# Termostato Nosé-Hoover
El  termóstato Nosé–Hoover  es un método determinista para mantener la temperatura alrededor de un promedio en dinámica molecular. El termostato forma parte del sistema al asociar variables artificiales asociadas a la masa artificial. 

## Introducción
En dinámica molecular, las simulaciones son hechas en el ensamble micro canónico. En aplicaciones reales, se controla la temperatura en lugar de la energía. Debido a la naturaleza de la simulación, no es posible cambiar del ensamble microcanónico al canónico. Por lo que se han diseñado técnicas de control de temperatura que incluye el reescalamiento de la velocidad, el termostato Anderson, el termostato Nosé-Hoover y la dinámica de Langevin.